# Petäjäsaari (ö i Finland, Lappland, Norra Lappland, lat 67,37, long 26,61)
Petäjäsaari är en ö i Finland. Den ligger i vattendraget Kitinen och i kommunen Sodankylä i den ekonomiska regionen Norra Lappland och landskapet Lappland, i den norra delen av landet, 800 km norr om huvudstaden Helsingfors. Öns area är 9,2 hektar och dess största längd är 0,7 kilometer i nord-sydlig riktning.